# Telmatoscopus mysorensis
Telmatoscopus mysorensis är en tvåvingeart som beskrevs av Ipe och Kishore 1986. Telmatoscopus mysorensis ingår i släktet Telmatoscopus och familjen fjärilsmyggor. Inga underarter finns listade i Catalogue of Life.